# فيليب برغر
فيليب برغر (بالإنجليزية: Philip Burger)‏ هو لاعب اتحاد الرغبي جنوب أفريقي، ولد في 28 أغسطس 1980 في بريتوريا في جنوب أفريقيا.

## وصلات خارجية
- فيليب برغر على موقع سلسلة سباعيات الرغبي العالمية - رجال (الإنجليزية)
- فيليب برغر على موقع ItsRugby.co.uk (الإنجليزية)
- فيليب برغر على موقع اتحاد ألعاب الكومنولث (مؤرشف) (الإنجليزية)